# Саббе, Кириани
Кириани Саббе (нидерл. Kyriani Sabbe; родился 26 января 2005) — бельгийский футболист, правый защитник клуба «Брюгге».

## Клубная карьера
С семилетнего возраста выступал за футбольную академию клуба «Брюгге». В мае 2020 года 15-летний Кириани подписал свой первый профессиональный контракт с «Брюгге».
2 апреля 2023 года дебютировал в основном составе «Брюгге» в матче высшего дивизиона чемпионата Бельгии против «Мехелена».

## Карьера в сборной
Выступал за сборные Бельгии до 15, до 17 и до 18 лет.